# Roger Diercken
Roger Diercken (ur. 9 lutego 1939 w Tielen) – belgijski kolarz szosowy startujący w latach 50. i 60. ubiegłego stulecia, zwycięzca Tour de Pologne. 

## Najważniejsze zwycięstwa
- 1960 – Tour de Pologne